# Rey-Osterrieth Complex Figure Test
Rey-Osterrieth Complex Figure Test (ROCF) är ett neuropsykologiskt bedömningsinstrument i vilken testpersonen ombeds att återge en komplicerad linjebaserad figur, först genom att kopiera och sedan från minnet. Många olika kognitiva förmågor behövs för adekvat prestation, och testet tillåter därför utvärdering av olika funktioner, såsom visuospatial förmåga, minne, uppmärksamhet, planering och arbetsminne. Testet skapades av den schweiziske psykologen André Rey år 1941 och standardiserades av Paul Alexandre Osterrieth 1944. Testet har vuxit i popularitet bland neuropsykologer och har i Sverige blivit ett vanligt instrument vid utredning av demens, hjärnskador och psykiatriska störningar.